# Tha Wung (huyện)
Tha Wung (tiếng Thái: ท่าวุ้ง) là một huyện (amphoe) ở phía tây của tỉnh Lopburi, miền trung Thái Lan.
Huyện được lập năm 1912, tên cũ là huyện Pho Wi.

## Địa lý
Nguồn nước chính của Tha Wung là sông Lopburi và sông Bang Kham.
Các huyện giáp ranh (từ phía bắc theo chiều kim đồng hồ) là Ban Mi và Mueang Lopburi của tỉnh Lopburi, Chaiyo của tỉnh Ang Thong, Phrom Buri và Mueang Sing Buri của tỉnh Singburi.

## Hành chính
Huyện này được chia thành 11 phó huyện (tambon), các đơn vị này lại được chia ra thành 128 làng (muban). Tha Wung là thị trấn (thesaban tambon) nằm trên một số khu vực của tambon Tha Wung. Tha Khlong là thị trấn nằm trên một phần của tambon Khao Samo Khon. Có 10 Tổ chức hành chính tambon.
| \| STT \| Name \| Thai name \| Số làng \| Dân số \| \| \| \| 1. \| Tha Wung \| ท่าวุ้ง \| 12 \| 5.253 \| \| \| \| 2. \| Bang Khu \| บางคู้ \| 15 \| 5.120 \| \| \| \| 3. \| Pho Talat Kaeo \| โพตลาดแก้ว \| 10 \| 4.830 \| \| \| \| 4. \| Bang Li \| บางลี่ \| 16 \| 5.312 \| \| \| \| 5. \| Bang Nga \| บางงา \| 13 \| 4.771 \| \| \| \| 6. \| Khok Salut \| โคกสลุด \| 7 \| 2.008 \| \| \| \| 7. \| Khao Samo Khon \| เขาสมอคอน \| 13 \| 7.015 \| \| \| \| 8. \| Hua Samrong \| หัวสำโรง \| 15 \| 6.927 \| \| \| \| 9. \| Lat Sali \| ลาดสาลี่ \| 7 \| 1.538 \| \| \| \| 10. \| Ban Boek \| บ้านเบิก \| 11 \| 5.431 \| \| \| \| 11. \| Mutchalin \| มุจลินท์ \| 9 \| 2.482 \| \| \| |                |           |         |        |  |  |
| STT | Name           | Thai name | Số làng | Dân số |  |  |
| 1. | Tha Wung       | ท่าวุ้ง      | 12      | 5.253  |  |  |
| 2. | Bang Khu       | บางคู้      | 15      | 5.120  |  |  |
| 3. | Pho Talat Kaeo | โพตลาดแก้ว | 10      | 4.830  |  |  |
| 4. | Bang Li        | บางลี่      | 16      | 5.312  |  |  |
| 5. | Bang Nga       | บางงา     | 13      | 4.771  |  |  |
| 6. | Khok Salut     | โคกสลุด    | 7       | 2.008  |  |  |
| 7. | Khao Samo Khon | เขาสมอคอน | 13      | 7.015  |  |  |
| 8. | Hua Samrong    | หัวสำโรง   | 15      | 6.927  |  |  |
| 9. | Lat Sali       | ลาดสาลี่    | 7       | 1.538  |  |  |
| 10. | Ban Boek       | บ้านเบิก    | 11      | 5.431  |  |  |
| 11. | Mutchalin      | มุจลินท์     | 9       | 2.482  |  |  |